# Docodesmus cubensis
Docodesmus cubensis är en mångfotingart som beskrevs av Loomis 1937. Docodesmus cubensis ingår i släktet Docodesmus och familjen fingerdubbelfotingar. Inga underarter finns listade i Catalogue of Life.